# Смит, Доди
Дороти Глэдис «Доди» Смит (англ. Dodie Smith; 3 мая 1896[…], Уитфилд, Большой Манчестер — 24 ноября 1990[…], Finchingfield, Эссекс) — английская детская писательница, драматург, сценарист. Наиболее известна как автор романов «Я захватываю замок» и «101 далматинец», который обрёл большую популярность и многократно был экранизирован.

## Биография
Родилась 3 мая 1896 года в Уитфилде, графство Ланкашир. Дороти была единственным ребёнком в семье. Её отец работал банковским служащим; он умер в 1898 году, когда девочке было всего два года. После смерти отца она вместе с матерью Эллой Смит переехала к родственникам в Траффорд, там под влиянием своего дяди и дедушки очень сильно увлеклась театром. Свою первую пьесу Доди написала в возрасте 10 лет. В 1910 году её мать снова вышла замуж и переехала с новым мужем и 14-летней Дороти в Лондон.
В 1914 году она поступила в Академию драматического искусства, после получения театрального образования работала во многих театрах Англии, выступала на сцене французских театров. Первую роль сыграла в пьесе Артура Пинеро «Театралы».
После окончания театральной карьеры столкнулась с трудностями в поисках постоянной работы. На тот момент она уже написала и продала сценарий к фильму «Schoolgirl Rebels» под псевдонимом Чарльз Генри Перси и написала одноактную пьесу «British Talent», премьера которой состоялась в Клубе трёх искусств в 1924 году. Впоследствии работала в мебельном магазине в Лондоне.
Свою первую серьёзную пьесу «Autumn Crocus» написала в 1931 году под псевдонимом С. Л. Энтони. Пьеса имела большой успех, а изобличение журналистами настоящего имени автора породило несколько громких газетных заголовков в стилистике «Продавщица пишет пьесы». Её пьеса, «Call It A Day», была поставлена на сцене Актёрской Гильдии 28 января 1936 года, после премьеры на этой же сцене она была сыграна ещё 194 раза.
В 1939 году вышла замуж за Алека Бизли, своего давнего друга и вместе с тем её менеджера, свадьба состоялась во время её поездки в США. После свадьбы сосредоточилась на писательской деятельности, проживала с супругом в Лондоне.
Во время Второй мировой войны с мужем переехала в США, где познакомилась с рядом известных писателей, среди которых были Кристофер Ишервуд, Чарльз Брэкетт, Джон Ван Друтен. В эмиграции она сильно скучала по Англии, что вдохновило её на написание первого романа «Я захватываю замок» (1948). Её главное произведение роман «101 далматинец» был написан в 1956 году, писательница держала дома 9 собак далматинской породы. Популярность роману принесла экранизация 1961 года. На волне успеха в 1967 году ей было написано продолжение романа — «Лай звёздного пса», в российских изданиях — «Новые приключения далматинцев».
В 1987 году умер муж писательницы, а сама она скончалась в 1990 году. Её тело было кремировано, а прах развеян по ветру. Своим душеприказчиком Доди назначила писателя Джулиана Барнса. Личные бумаги писательницы сейчас хранятся в Бостонском университете и включают рукописи, фотографии, художественные работы и письма.